# Лебединовка
Лебединовка (кирг. Лебединовка) — село в Аламудунском районе Чуйской области Кыргызстана. Районный центр. Административный центр Лебединовского аильного округа. Код СОАТЕ — 41708 203 831 01 0. Непосредственно примыкает к территории столицы республики — Кыргызстан, Город Бишкек

## История
Село основано в 1898 году.
В непосредственной близости к селу археологи обнаружили археологические памятники, датируемые каменным веком.
На территории села находится научно-исследовательский центр животноводства, где для аграриев проводятся необходимые консультации. Специфика их работы также охватывает проектные разработки в сфере увеличения поголовья скота, исследования в области земледелия для выращивания кормовых культур с целью бесперебойного обеспечения ими животноводческих ферм.

## Население
По данным переписи 2009 года, в селе проживало 20 709 человек.
Через село проходит автодорога Бишкек-Балыкчы.

## Известные жители
- Буханцев, Кирилл Иванович (1919—1984) — полный кавалер ордена Славы.
- Семенистова, Анна Яковлевна (р. 1907) — Герой Социалистического Труда[4].
- Титиев, Оюб Салманович (р. 1957) — российский правозащитник.